# Manettia glazioviana
Manettia glazioviana é uma espécie de dicotiledónea pertencente à família Rubiaceae, descrita em 1963.